# Grădină la Sainte-Adresse
Grădină la Sainte-Adresse este o pictură în ulei pe pânză realizată în 1867 de pictorul francez Claude Monet. Pictura a fost achiziționată de Metropolitan Museum of Art după o vânzare realizată de casa de licitații Christie's în decembrie 1967, sub titlul francez La terrasse à Sainte-Adresse. Pictura a fost expusă la cea de a 4-a expoziție impresionistă de la Paris, 10 aprilie-11 mai 1879, ca nr. 157 sub titlul Jardin à Sainte-Adresse.

## Istorie
Monet a petrecut vara anului 1867 în stațiunea Sainte-Adresse de pe Canalul Mânecii, lângă Le Havre, Franța. Acolo a pictat acest tablou, într-o grădină cu vedere a Honfleur la orizont, combinând zone netede, redate în mod tradițional, cu pasaje strălucitoare de tușe rapide, separate și pete de culoare pură.
Modelele au fost, probabil, tatăl lui Monet, Adolphe, în prim plan, soția vărului lui Monet, Jeanne-Marguerite Lecadre, la gard; Adolphe, tatăl ei; și poate, Sophie, sora ei, femeia așezată cu spatele la privitor. Deși scena pare să fie una domestică, nu este în niciun caz un portret de familie. Relațiile lui Monet cu tatăl său au fost tensionate în vara respectivă, din cauza dezaprobării de către familie a legăturii tânărului artist cu însoțitoarea sa, Camille Doncieux, viitoarea sa soție.